# Pierre-François Guyot Desfontaines

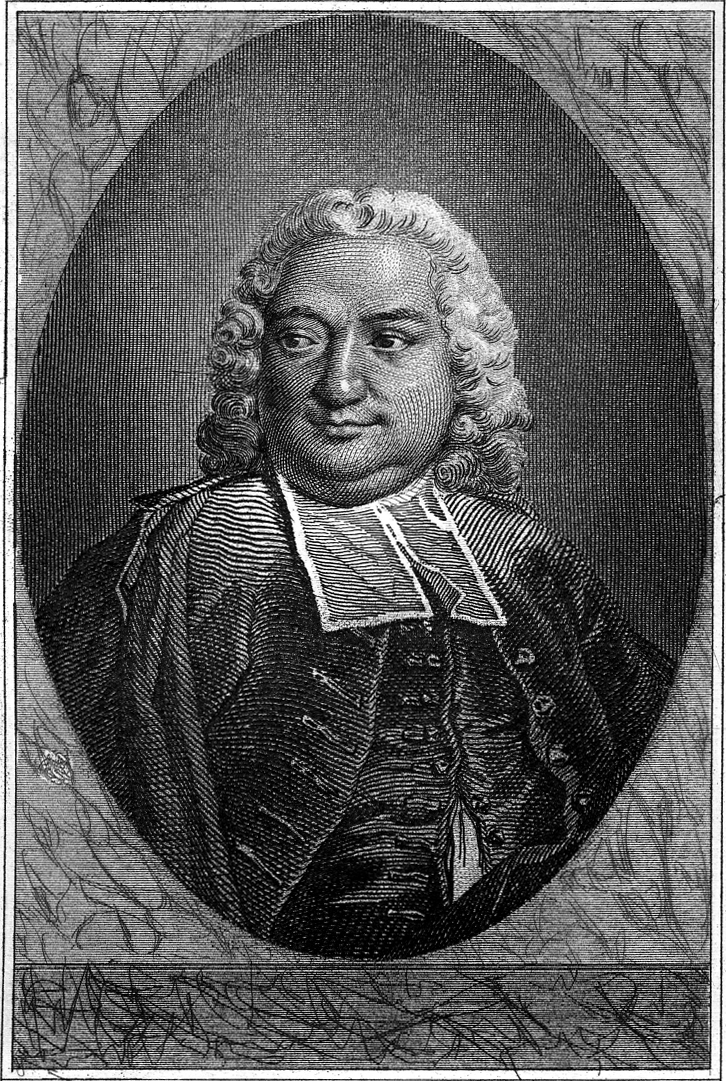
L’abate Desfontaines (1685-1745)

Pierre-François Guyot Desfontaines (Rouen, 29 giugno 1685 – Parigi, 16 dicembre 1745) è stato un abate, critico letterario e traduttore francese.

## Biografia
Meglio conosciuto oggi per le sue liti con Voltaire, l'abate Desfontaines può essere considerato come il fondatore della moderna critica letteraria e del giornalismo in Francia: con i suoi scritti ha introdotto spunti di critica estetica e morale delle opere, anziché riassumere o riprodurre estratti.
Allievo dei gesuiti, padre Desfontaines entrò nel loro ordine e insegnò retorica a Bourges. Dopo quindici anni, nel 1715, lasciò l'ordine e, con la protezione del Cardinale de la Tour d'Auvergne, ottenne la parrocchia di Thorigny in Normandia.
Quando lasciò i gesuiti, il cardinale de la Tour d'Auvergne, che amava gli uomini di lettere, lo ospitò per qualche tempo presso di lui. L'obbligo di dire messa e di leggere ogni giorno il breviario, sembrò però a Desfontaines una nuova dipendenza pesante come la prima. Ben presto il suo amore per la libertà ed un grande gusto per la letteratura gli impedì di adempiere la sua missione di pastore, perciò decise di dedicarsi esclusivamente alle lettere.
L'inizio della sua carriera in lettere è modesto. Mentre era consuetudine di segnarsi nel Parnaso per una tragedia e spesso anche per un poema epico, Desfontaines scrisse una semplice ode Sull'uso improprio che si fa della propria vita. Nel 1724 divenne un collaboratore del Journal des sçavans e cercò di introdurre l'attrattiva nello stile di suoi articoli, evitando la secchezza e la pedanteria.
In seguito pubblicò, con vari collaboratori come Élie Fréron, l'Abate Francesco Granet (1692-1741) e Padre Destrée, delle raccolte periodiche di critica: Le Nouvelliste du Parnasse (1731-1734, in 5 volumi) e Osservazioni sugli scritti moderni (a partire dal 1735, in 34 volumi). Questi periodici, composti in fretta, si distinguevano soprattutto per l'intensità delle loro critiche e i loro pregiudizi.
Desfontaines attaccò soprattutto le opere drammatiche di Voltaire, il quale aveva contribuito ad ottenere la liberazione dell'abate quando, nel 1724, fu accusato di sodomia e aveva anche usato la sua influenza per aiutarlo a tornare a Parigi, da cui era stato esiliato. Voltaire rispose con un opuscolo intitolato Le Préservatif, ou critique des Observations sur les écrits modernes (1738). Desfontaines rispose anonimamente lo stesso anno con un opuscolo intitolato La Voltairomanie, una raccolta di tutte le storie scandalose su Voltaire. Quest'ultimo citò Desfontaines in giudizio per diffamazione, causa che abbandonò solo dopo che l'abate ebbe sconfessato il libro sulla Gazzetta di Amsterdam del 4 aprile 1739. La guerra continuò per diversi anni, sebbene oggi il ricordo di Desfontaines sia mantenuto soltanto dagli epigrammi di Voltaire e da quelli di Piron.

## Opere
- Apologie du caractère des Anglois et des François, 1725
- Dictionnaire néologique à l'usage des beaux esprits du siècle, 1726
- Lettres d'un rat calotin à Citron Barbet ; Relation de ce qui s'est passé au sujet de l'illustre Mathanasius à l'Académie françoise, 1727
- Traduzione dei Viaggi di Gulliver di Jonathan Swift, 1727
- Entretiens sur les Voyages de Cyrus, 1728
- Nouvelle Histoire de France par demandes et par réponses, 1730
- Le Nouveau Gulliver, 1730
- Nouvelle Histoire de France, 1730
- La Voltairomanie, 1738
- Racine vengé, ou examen des remarques de l'abbé d'Olivet sur les œuvres de Racine, 1739. Testo online
- Traduzione in prosa dei poemi di Virgilio, 1743
- Lettre d'un comédien françois au sujet de l'Histoire du théâtre italien